# Kraljičina hiša
Kraljičina hiša je nekdanja kraljeva rezidenca, zgrajena med letoma 1616 in 1635. Zgrajena je bila v bližini zdaj porušene palače Greenwich, nekaj kilometrov nižje od City of London in je zdaj v londonskem okrožju Greenwich. Trenutno je osrednji del tega, kar je zdaj Stari kraljevi pomorski kolidž (Old Royal Naval College), z velikim razgledom, ki vodi do reke Temze. Arhitekta kraljičine hiše Iniga Jonesa je leta 1616 naročila danska kraljica Ana, leta 1635 pa je hišo ponovno dokončala kraljica Henrietta Maria. Kraljičino hišo sta naročili Ana in Henrietta kot kraj za prikazovanje umetniških del, ki sta jih nabrali in naročili; to vključuje strop velike dvorane, ki prikazuje delo Orazia Gentileschija z naslovom Alegorija miru in umetnosti.
Kraljičina hiša je ena najpomembnejših stavb v britanski arhitekturni zgodovini, saj je prva zavestno klasična stavba, ki je bila zgrajena v državi. To je bilo Jonesovo prvo večje naročilo po vrnitvi z njegove Grand Tour po rimski, renesančni in paladijevski arhitekturi v Italiji v letih 1613–1615. Nekatere zgodnejše angleške stavbe, kot sta Longleat in Burghley House, so si izposodile klasični slog, vendar struktura teh stavb ni temeljila na razumevanju klasičnih precedensov. Kraljičina hiša bi se v tem obdobju zdela revolucionarna. Čeprav se razlikuje od matematičnih omejitev Palladia, Jonesu pogosto pripisujejo uvedbo paladijanizma z gradnjo kraljičine hiše. Jonesova edinstvena arhitektura kraljičine hiše vključuje tudi značilnosti, kot so stopnice tulipanov, zapleteno stopnišče iz kovanega železa, ki se drži pokonci, in Velika dvorana, popolna kocka.
Kraljičina hiša je bila po kratki uporabi kot dom kraljevine prenovljena v Kraljevo bolnišnico za mornarje. Danes je stavba uvrščena na seznam stavb I. stopnje in načrtovan spomenik; Status, ki vključuje 115 čevljev širok (35 m) osni pogled na reko Temzo. Hiša je zdaj del nacionalnega pomorskega muzeja in se uporablja za prikazovanje delov njegove znatne zbirke pomorskih slik in portretov.

## Zgodnja zgodovina
Kraljičina hiša stoji v Greenwichu v Londonu. Zgrajena je bila kot dodatek Tudorski palači v Greenwichu, ki je bila prej znana, preden jo je obnovil Henrik VII., kot Palača Placentia; to je bila razgibana stavba iz rdeče opeke v ljudskem slogu. To bi predstavljalo dramatičen kontrast videza nove, belo pobarvane hiše. Prvotna stavba je bila mišljena kot paviljon z mostom čez cesto London-Dover, ki poteka med visokimi zidovi skozi park palače. Gradnja hiše se je začela leta 1616, vendar so se dela na hiši ustavila aprila 1618, ko je Ana zbolela in naslednje leto umrla. Dela so se znova začela, ko je kralj Karel I. Angleški leta 1629 hišo podaril kraljici Henrietti Marii. Hiša je bila strukturno dokončana do leta 1635.
Vendar je bila prvotna uporaba hiše kratka, največ sedem let; angleška državljanska vojna se je začela leta 1642 in odnesla dvorno kulturo, iz katere je nastala. Čeprav je nekaj notranjosti hiše preživelo, vključno s tremi stropi in nekaterimi stenskimi okraski, nobena notranjost ni ostala v prvotnem stanju. Postopek razstavljanja hiše se je začel že leta 1662, ko so zidarji odstranili nišo in terminske figure ter dimnik.
Umetnine, ki jih je za hišo naročil Karel I., so zdaj drugje; ti vključujejo stropno ploščo Orazia Gentileschija, Alegorija miru in umetnosti, ki je zdaj nameščena v Marlborough House v Londonu, veliko Mojzesovo najdbo, ki je zdaj izposojena iz zasebne zbirke Narodni galeriji v Londonu in ujemajoči se Jožef in Potifarjeva žena, še vedno v kraljevi zbirki.
Kraljičina hiša, čeprav je bila komajda v uporabi, je bila oddaljeno osrednje središče za Bolnišnico Greenwich sira Christopherja Wrena, z logiko in veličino, ki se je arhitekturnim zgodovinarjem zdela neizogibna, v resnici pa je bila odvisna od vztrajanja Marije II., da je pogled na vodo iz kraljičina hiša ne sme biti prizadeta.

## Arhitektura
Kraljičina hiša, ki jo je v 17. stoletju zgradil Inigo Jones, je prva klasicistična stavba v Angliji. Ana Danska je leta 1616 naročila gradnjo edinstvene hiše Inigu Jonesu. Ob njeni smrti leta 1619 hiša ni bila dokončana. Jones je dokončal hišo za kraljico Henrietto Mario leta 1635. Kraljičina hiša je edinstvena po slogu in značilnostih v primerjavi z drugimi angleškimi stavbami tistega časa. Jones je ustvaril osrednji most v prvem nadstropju, ki je združil obe polovici stavbe. Inigo Jones je bil pod močnim vplivom italijanske renesančne arhitekture in paladijevskega sloga, ki ga je ustvaril Andrea Palladio. Jones je pri naročilu uporabil značilnosti harmonije, podrobnosti in sorazmerja. Namesto da bi bila v tradicionalnem tudorskem slogu iz rdeče opeke, kot je bila takrat obstoječa palača, je hiša bela in znana po svojih elegantnih razmerjih. Jones se je čutil prisiljenega odražati politične okoliščine tistega časa z uporabo svojih redov, ki se odražajo v njegovih zapiskih Rimska skicirka. V zgodnjih načrtih Kraljičine hiše je Jones eksperimentiral z uporabo korintskega reda v javnosti, ki je bil takrat uporabljen kot dvorna arhitektura in je veljal za »možatega in neprizadetega«.
Dve preliminarni risbi sta bili povezani z naročilom Ane Danske. Prvi načrt vključuje pravokotno vilo s krožnim stopniščem, ki meji na obokano kvadratno dvorano s šestimi pilastri vzdolž zunanjosti. Drugi načrt je sestavljen iz stavbe v obliki črke H s stebrastim obokom in balkonom, ki se prilega dvema nadstropjema Kraljičine hiše. Dokončana Kraljičina hiša, dokončana na zahtevo kraljice Henriette Marie, odraža javno zadržanost, omenjeno v Jonesovi Rimski skicirki. Med letoma 1632 in 1635 je bila na južno sprednjo stran dodana osrednja loža, stebri so bili omejeni na to območje. Stebri so bili spremenjeni iz korintskih v jonske, da bi odražali strogost Serlia, saj so bili narejeni za matrone.
Zasnova Iniga Jonesa je znana po dveh vidikih: veliki dvorani in stopnišču tulipanov. Velika dvorana je osrednji del Kraljičine hiše in ima galerijo v prvem nadstropju, ki gleda na tla iz črnega in belega marmorja v geometrijskem vzorcu. Velika dvorana je prepoznavna in inovativna po svoji arhitekturi; oblika je popolna kocka, ki meri 12,2 m v vsako smer. Jones je uporabil pravila sorazmerja, ki jih je ustvaril Palladio.
Stopnišče tulipanov je bilo v tem obdobju nenavadna značilnost in prvo te vrste. Narejeno iz okrašenega kovanega železa je prvo britansko stopnišče brez podpore. Vsaka stopnica je konzolno pritrjena na steno in podprta s spodnjo stopnico, zasnovo, ki jo je izumil zidar Nicholas Stone. Vsaka stopnica je povezana vzdolž dna dvižnega voda. Jones je našel navdih za stopnišče in stekleno svetilko na vrhu v Palladijevem samostanu Carita, kjer je opazil, da so stopnišča s praznino v sredini »zelo uspešna, ker imajo lahko svetlobo od zgoraj«. Jones je najel Nicholasa Stonea, da položi črno-bele talne obloge, ki so odražale dizajn stropa.

## Pokrovitelj

### Ana Danska
Ana Danska, žena Jakoba I., je bila pomembna pokroviteljica umetnosti. Ana je svojemu pogostemu sodelavcu Inigu Jonesu naročila prenovo Kraljičine hiše v Greenwichu. Čeprav hiša ni bila dokončana pred njeno smrtjo leta 1619, je Ana pred svojo smrtjo lahko uporabljala palačo v Greenwichu kot osebno galerijo. Tako Jakob I. kot Ana sta imela zasebne galerije in sta jih oblikovala na podoben način. Jemma Field prostore opisuje kot prostore političnega pomena; »Vsi predmeti in oprema so bili ocenjeni kot znaki bogastva Stuartov, zaslug in časti«. Na projekt Ane Danske je morda vplivalo njeno poznavanje vrtnih stavb in lovskih koč na Danskem, in njen brat Kristijan IV. Danski ji je poslal dva danska kamnoseka, da bi zanjo devet mesecev delala v Greenwichu.

### Kraljica Henrietta Maria
Henrietta Maria, žena Karla I., sina Ane in Jakoba, je podedovala pravice do parka Greenwich leta 1629. Naročila je Inigu Jonesu, naj se vrne in dokonča Kraljičino hišo med približno 1629 in 1638. Kot pomembna pokroviteljica sodobnih umetnikov je Henrietta pridobila in naročila številna umetniška dela za Kraljičino hišo. Henrietta je palačo uporabljala kot hišo užitkov in dom napolnila s spektakularnimi umetninami, vključno z Velikim stropom.

## Alegorija miru in umetnosti(Strop Orazia Gentileschija)
Oraziu Gentileschiju, ljubljencu na dvoru Karla I., je kraljica Henrietta Maria naročila, da okrasi Hišo užitkov. Do Gentileschijeve smrti leta 1639 je bila v Kraljičini hiši približno polovica Gentileschijevih angleških del, vključno s stropom Velike dvorane iz 1635 do 1638. Osrednje delo te dvorane predstavlja Alegorija miru in umetnosti, osrednji tondo, obdan z osmimi drugimi platni. Strop ustvarja vizualno praznovanje vladavine kralja Karla I. in njegovega spodbujanja miru in svobodnih umetnosti. Gentileschi osvetljuje okus in pokroviteljstvo Henriette Marie z utelešenjem moči žensk po celotnem stropu, vse razen ene od šestindvajsetih figur so ženske.
Stropna kompozicija vključuje velik osrednji tondo s štirimi pravokotnimi platni na vsaki strani stropa in štirimi manjšimi tondi na vogalih. Osrednji tondo, poosebitev Miru, je upodobljen, kako lebdi na oblaku in je obkrožen s figurami, ki predstavljajo Svobodne umetnosti, Zmago in Srečo. Obdajajoče plošče prikazujejo devet muz in personifikacije Slikarstva, Kiparstva, Arhitekture in Glasbe. Podoba Miru v osrednjem tondu sedi na oblaku in drži oljčno vejico v eni roki in palico v drugi, kar uteleša sporočilo, da je mir rezultat dobre vlade in vladanja zaradi spodbujanja znanja, učenja, ustvarjalnosti, medtem ko ostaja v domeni Razuma. Mir, edina moška figura, je postavljen v središče plošče in ga prikazuje kot najpomembnejšo in osrednjo lastnost, saj dopušča drugim, da so okoli njega. Ostalih dvanajst žensk je personifikacija Trivija (slovnica, logika in retorika) in Kvadrivija (aritmetika, astronomija, glasba in geometrija), ki sestavljata svobodne umetnosti.
Leta 1708 so odstranili Gentileschijevo serijo devetih slik, ki jih je kraljica Ana podarila Sarah Churchhill. Namestili so jih v Marlborough House v St Jamesu, kjer jih je še danes mogoče videti.
Prvič po letu 1639, ko je Gentileschi delal na stropu, je nedavno na stropu delal še en umetnik, Turnerjev nagrajenec Richard Wright. Leta 2016 so Wright in njegova ekipa petih pomočnikov sodelovali, da bi zapolnili prazne prostore stropa, ki so jih za seboj pustile Gentileschijeve plošče. Ekipa je uporabila vrsto ravnih postelj z odri, ki so jih podpirali, medtem ko so prenesli skico na strop, nanesli velikost na obris in jo nato prekrili z zlatimi lističi. Wright je prevzel vpliv geometrijskih vzorcev na tleh, zapletenih detajlov stopnišča tulipanov in ustvaril strop, ki odraža geometrijo in lepoto Kraljičine hiše.

## Gradnja bolnišnice Greenwich
Čeprav je hiša preživela kot uradna stavba, ki je bila uporabljena za mrliško vežo generalov Commonwealtha na morju Richarda Deana (1653) in Roberta Blakea (1657), je bila glavna palača postopoma porušena med letoma 1660 in 1690. Med letoma 1696 in 1751, po glavnem načrtu sira Christopherja Wrena, je bila palača nadomeščena s Kraljevo bolnišnico za mornarje (zdaj imenovana Stari kraljevi pomorski kolidž). Zaradi položaja Kraljičine hiše in zahteve kraljice Marije II., da ohrani pogled na reko, je bila arhitekturna zasnova Wrenove bolnišnice sestavljena iz dveh ujemajočih se parov stavb, ki sta bili ločeni z velikim 'visto' v natančni širini hiše.
Wrenov prvi načrt, ki je zapiral pogled na Temzo, je postal znan v zgodovini kot faux pas Christopherja Wrena. Celoten ansambel v Greenwichu tvori arhitekturni razgled, ki se razteza od Temze do parka Greenwich in je ena od glavnih značilnosti, zaradi katerih je UNESCO leta 1997 vpisal Maritime Greenwich na seznam svetovne dediščine.

## Dodatki iz 19. stoletja
Od leta 1806 je bila hiša uporabljena kot središče kraljeve bolnišnične šole za sinove mornarjev. Ta sprememba v uporabi je zahtevala nove namestitve; na vzhodu in zahodu so dodali krila in bočni par ter jih s stebrišči povezali s hišo (zasnoval arhitekt London Docks Daniel Asher Alexander). Leta 1933 se je šola preselila v Holbrook v Suffolku in njene stavbe v Greenwichu, vključno s hišo, so bile predelane in obnovljene; postale so novi Nacionalni pomorski muzej (NMM), ustanovljen z zakonom parlamenta leta 1934 in odprt leta 1937.
Po izgradnji izrezanega in pokritega tunela med postajama Greenwich in Maze Hill je bilo zemljišče neposredno severno od hiše v poznih 1870-ih obnovljeno. Predor je bil nadaljevanje železnice London in Greenwich in je bil odprt leta 1878.

## V zadnjih letih
Leta 2012 je bilo zemljišče južno od Kraljičine hiše uporabljeno za namestitev stadiona za konjeniške dogodke olimpijskih iger. Igrišče je bilo uporabljeno za prireditev sodobnega peteroboja, medtem ko je bila Kraljičina hiša zlasti uporabljena kot VIP center za igre.
Delo za pripravo Kraljičine hiše je vključevalo nekaj notranjega preoblikovanja in dela na svinčeni strehi, da bi jo pripravili za varnost in namestitev kamer. Hiša je bila podvržena 14-mesečni obnovi, ki se je začela leta 2015, in je bila ponovno odprta 11. oktobra 2016. Hiša je bila pred tem obnovljena med letoma 1986 in 1999 s sodobnimi vstavki, ki so posodobili stavbo. Posodobitev je povzročila spore zaradi novega stropa v glavni dvorani, ki ga je ustvaril umetnik Richard Wright, Turnerjev nagrajenec. Ponekod je sprožil razpravo: uvodnik v reviji The Burlington Magazine, november 1995, je namigoval na »nedavno preobrazbo kraljičine hiše v notranjost tematskega parka z lažnim pohištvom in kamini, omamljenimi sodobnimi mavčnimi odlitki in lestenci, ki se pripnejo«.

## Trenutna uporaba
Hiša se zdaj uporablja predvsem za prikaz znatne muzejske zbirke morskih slik in portretov od 17. do 20. stoletja ter za druge javne in zasebne dogodke. Običajno je odprta za javnost vsak dan, brezplačno, kot tudi druge muzejske galerije in Kraljevi observatorij Greenwich iz 17. stoletja, ki je tudi del Nacionalnega pomorskega muzeja.
Jeseni 2022 je bila slika umetnika Tillyja Kettleja iz leta 1768 na stalni razstavi. Slika prikazuje sira Samuela Cornisha, 1. baroneta, Richarda Kempenfelta in Thomasa Parryja na HMS Norfolk, kupil pa jo je Narodni pomorski muzej s pomočjo Društva za navtične raziskave.